# جيمس توماس (لاعب اتحاد الرغبي)
جيمس توماس (بالإنجليزية: James Thomas)‏ هو لاعب اتحاد الرغبي بريطاني، ولد في 7 أغسطس 1990 في نيوبورت في المملكة المتحدة.